# 엑스박스 360 기술 문제

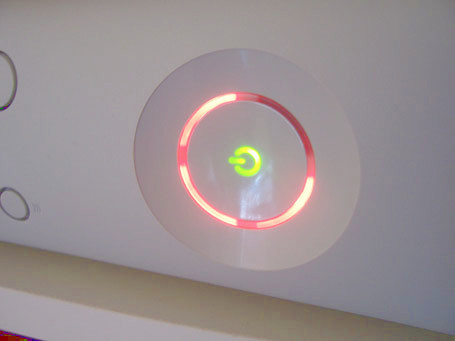

엑스박스 360 비디오 게임 콘솔에는 사용할 수 없게 만들 수 있는 여러 가지 기술적인 문제와 오류가 있다. 그러나 많은 문제는 콘솔 표면에 깜박이는 일련의 빨간색 불빛으로 식별할 수 있다. "죽음의 레드링"(Red Ring of Death) 또는 "RRoD"라는 별명이 붙은 세 개의 깜박이는 빨간색 표시등이 가장 악명 높다. 드라이브에서 디스크가 긁히거나 대시보드 업데이트로 인해 콘솔이 "벽돌이 되는" 등 콘솔에서 발생하는 다른 문제도 있다. 2005년 11월 22일 출시 이후 엑스박스 360의 고장률을 묘사하는 많은 기사가 미디어에 나타났다. 보증 제공업체인 스퀘어트레이드의 최신 추정치는 2009년 23.7%였으며 현재 가장 높은 추정치는 게임 인포머 조사에 따르면 54.2%이다.
엑스박스 360의 고장률에 대해 마이크로소프트에 책임을 묻고 영향을 받은 사람들에게 보상을 제공하기 위해 법적 조치가 취해졌다.

## 같이 보기
- 블루스크린